# Comissão Militar Regional de Nurgan

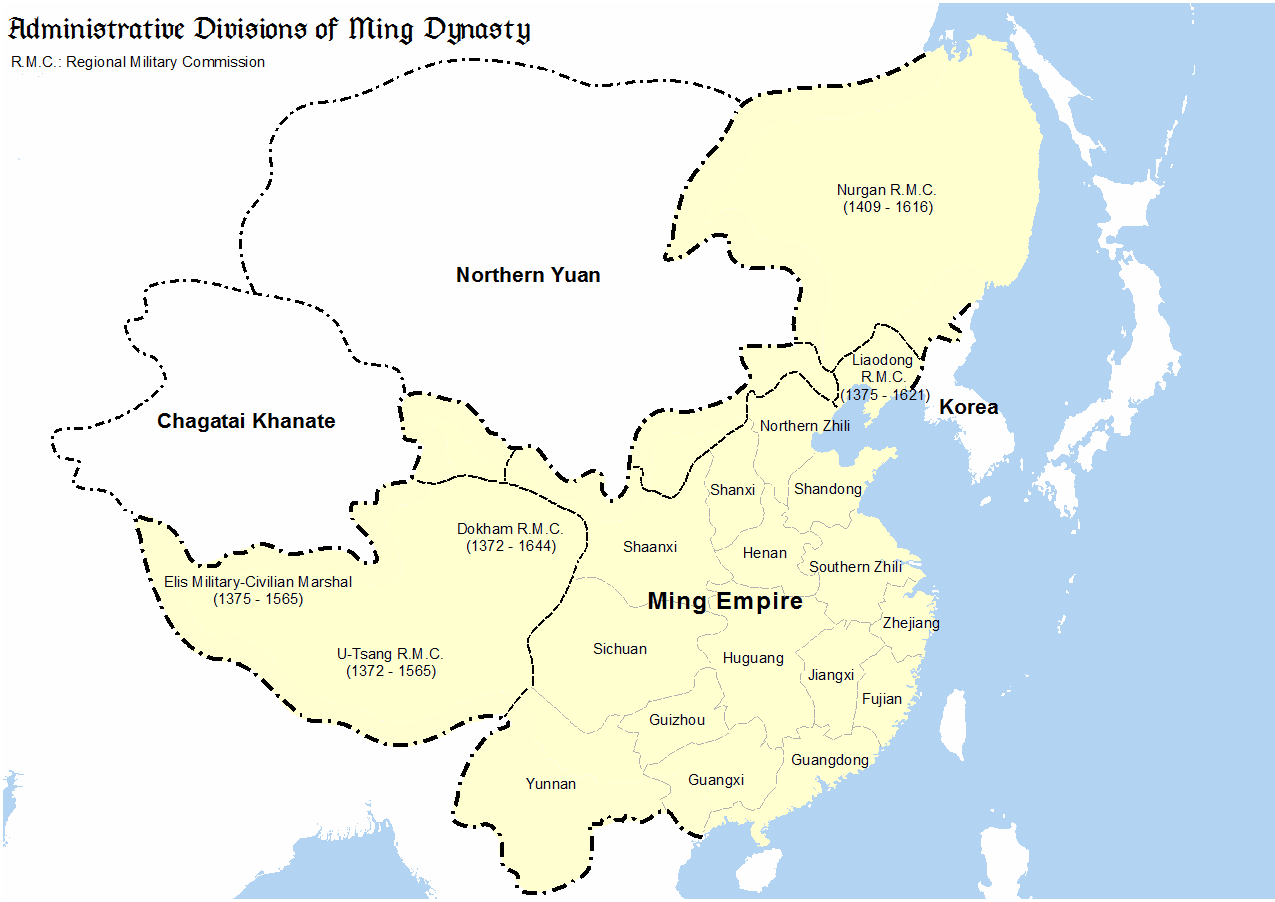
Mapa das subdivisões da dinastia Ming em 1409, a Comissão Militar Regional de Nurgan está no nordeste

A Comissão Militar Regional de Nurgan (chinês:  奴兒干都指揮使司; pinyin: Nú'érgān dūzhǐhuī shǐsī) foi uma subdivisão chinesa da dinastia Ming localizada nas margens do rio Amur, na Manchúria, mais ou menos 100 km (62,1 mi) distante da cidade de Nurgan (atual Tyr, na Rússia). Nurgan () significa ''pintura'' em jurchén. A comissão foi criada em 1409, mas foi abandonada 1435. Nurgan era o local do templo Yongning, um tempo budista dedicado a Kuan Yin, fundado por Yishiha em 1413. A fundação está registrada na Estela do templo Yongning, com inscrições em chinês, mongol e jurchén. A comissão foi importante durante o governo da dinastia Ming sobre a Manchúria, obtendo pelo menos a lealdade nominal das tribos do rio Amur ao governo Ming.